# Pseudosmittia longicrus
Pseudosmittia longicrus är en tvåvingeart som först beskrevs av Jean-Jacques Kieffer 1921.  Pseudosmittia longicrus ingår i släktet Pseudosmittia och familjen fjädermyggor. Inga underarter finns listade i Catalogue of Life.